# Джаноян, Мелик Сиреканович
Мелик Сиреканович Джаноян (24 марта 1985) — армянский легкоатлет, метатель копья. Многократный чемпион и рекордсмен Армении. Бронзовый призёр зимнего кубка Европы среди юношей (2007). Участник олимпийских игр 2008 и 2012 годов.

## Биография
Мелик Джаноян родился 24 марта 1985 года в Армении. Копьём, под руководством своего отца Сирекана Джанояна, начал заниматься с пятнадцати лет. Будучи многократным победителем чемпионатов Армении, представлял страну на международных соревнованиях. В 2007 году на зимнем кубке Европы в Ялте, в метании копья среди юношей, занял 3 место. Участвовал в  Олимпийских играх 2008 года. В начале 2012 года, участвую в атлетическом турнире, проходившем в Адлере, армянский спортсмен метнул копьё на 79 м 71 см, установив тем самым национальный и личный рекорд. Прежний рекорд, продержавшийся 40 лет, принадлежал отцу и тренеру атлета Сирекану Джанояну. Помимо этого, в Адлере, превысив олимпийскую норму на 21 см, Джаноян добыл себе путёвку в Лондон, на Олимпийские игры 2012 года.

## Прогресс по годам
| Сезон | Результат | Место установления | Дата установления |
| ----- | --------- | ------------------ | ----------------- |
| 2005  | 60.13     | Измир              | 15.08.2005        |
| 2006  | 68.39     | Нови Сад           | 18.06.2006        |
| 2007  | 76.77     | Арташат            | 27.05.2007        |
| 2008  | 78.03     | Адлер              | 21.02.2008        |
| 2009  | 74.74     | Берлин             | 21.08.2009        |
| 2011  | 74.68     | Арташат            | 22.05.2011        |
| 2012  | 79.71     | Адлер              | 18.02.2012        |

## Результаты
| Год  | Соревнование                     | Место проведения     | Место                     | Результат | Примечание       |
| ---- | -------------------------------- | -------------------- | ------------------------- | --------- | ---------------- |
| 2007 | Зимний кубок Европы среди юношей | Ялта, Украина        | 3                         | 69.34     |                  |
| 2008 | Олимпийские игры                 | Пекин, Китай         | 19-е место в квалификации | 64.47     | не вышел в финал |
| 2009 | Чемпионат мира                   | Берлин, Германия     | 19-е место в квалификации | 74.74     | не вышел в финал |
| 2012 | Чемпионат Европы                 | Хельсинки, Финляндия | 12-е место в квалификации | 72.59     | не вышел в финал |